# 布里斯·居亚尔
布里斯·居亚尔（法語：Brice Guyart，1981年3月15日—），出生于敘雷訥，法国男子击剑运动员，项目为花剑。他曾获得2000年夏季奥运会花剑团体金牌和2004年夏季奥运会花剑个人金牌。